# Federación Nacional Sindical Unitaria Agropecuaria
Las Federaciones Nacionales Sindicalistas Unitarias Agropecuarias es la federación de sindicatos agrarios y de ligas de pequeños campesinos más grande de Colombia. Es filial de la Central Unitaria de Trabajadores de Colombia y de la Federación Sindical Mundial. Cuenta con presencia en la mayoría de zonas agrarias del país, especialmente en Cauca, Arauca, Meta, Caquetá, Cundinamarca y Magdalena Medio. Fundada en 1976 como Federación Nacional Sindical Agraria (FENSA), ha sido una de las organizaciones más activas en la lucha por la reforma agraria en Colombia. Muchos líderes de FENSUAGRO han sido desaparecidos y asesinados por el paramilitarismo.  
En publicación de la revista Semana en 2009, se menciona un poco sobre la historia de FENSUAGRO, entre otras que esta organización estuvo asociada a la Central Unitaria de Trabajadores (CUT) y que en los 80s lograron representación en otras entidades del sector como el Sena, Incora y Caja agraria.